# Diospyros sahayadryensis
Diospyros sahayadryensis là một loài thực vật có hoa trong họ Thị. Loài này được P.Daniel & Vajr. mô tả khoa học đầu tiên năm 1982.